# Đổng Hiến
Đổng Hiến (chữ Hán: 董宪, ? – 30), người quận Đông Hải, Từ Châu , thủ lĩnh khởi nghĩa cuối đời Tân, trở thành thủ lĩnh quân phiệt đầu đời Đông Hán.

## Cuộc đời và sự nghiệp
Cuối đời Tân, khắp nơi nổi dậy, Hiến mượn danh nghĩa hưởng ứng khởi nghĩa Xích Mi, tập hợp mấy vạn người, hoạt động ở quận Lương. Mùa đông năm Địa Hoàng thứ 3 (22), tướng nhà Tân là Liêm Đan, Vương Khuông dẹp xong khởi nghĩa Sách Lư Khôi ở thành Vô Diêm, thừa thắng muốn trấn áp ông. Đôi bên giao chiến ở Thành Xương, Hiến đánh cho quan quân đại bại, Vương Khuông bỏ chạy.  
Năm Canh Thủy thứ 2 (24), Hiến nhận phong hiệu Dực Hán đại tướng quân do Lương vương Lưu Vĩnh thuộc chính quyền Canh Thủy ban cho. Từ đây Hiến cùng các lực lượng Trương Bộ, Giảo Cường quy phục Lưu Vĩnh trên danh nghĩa, liên kết thành một tập đoàn quân phiệt cát cứ vùng Quan Đông.  
Năm Kiến Vũ thứ 3 (27), sứ giả của Quang Vũ đế là Phục Long chiêu hàng các quận ở 2 châu Thanh, Từ, Lưu Vĩnh vội sai sứ phong Hiến làm Hải Tây vương. Ông rốt cục từ chối lời kêu gọi của Quang Vũ đế.    Tháng 7 ÂL, Lưu Vĩnh thua trận bị giết, Chu Kiến (bộ tướng của Vĩnh) và Tô Mậu (tướng cũ của Canh Thủy) trốn đến chỗ Hiến.   
Mùa xuân năm thứ 4 (28), Hiến bị tướng Hán là bọn Cái Duyên đánh bại một trận ở Kỳ Thành. Tháng 7, bộ tướng của ông là Bí Hưu đã giữ Lan Lăng bèn dâng thành hàng Hán. Hiến rời khỏi căn cứ Đàm Thành để tấn công Bí Hưu, Duyên vội đến cứu Lan Lăng. Ông trá bại, bỏ mặc quân Hán vào thành, rồi mới vây đánh. Duyên đột vây ra ngoài, quay sang tấn công Đàm Thành nhưng không hạ được. Hiến hạ thành Lan Lăng, giết Bí Hưu.   Sau đó, Hiến cùng Duyên giao chiến ở các nơi Bành Thành, Đàm Thành, Hạ Bi, có thắng có thua. 
Tháng 3 ÂL năm thứ 5 (29), Bàng Manh phản Hán, đánh bại Cái Duyên, liên kết với Đổng Hiến, hẹn nhau cùng tấn công Đào Thành.    Hiến nghe tin Quang Vũ đế thân chinh, bèn cùng bọn Lưu Hu (con Vĩnh), Tô Mậu, Giảo Cường rời Hạ Bi, về giữ Lan Lăng. Tháng 5 ÂL, ông sai Tô Mậu, Giảo Cường đi giúp Bàng Manh. Tháng 6 ÂL, bọn Manh đại bại. Hiến để Lưu Hu ở lại Xương Lự, tự mình tiến đến Tân Dương đón đánh quân Hán. Ông thua trận, chạy về Xương Lự, mua chuộc nghĩa quân Ngũ Hiệu đến giúp. Nhưng Quang Vũ đế biết quân Ngũ Hiệu thiếu lương thực, nên kiên thủ không đánh. Không bao lâu, quân Ngũ Hiệu hết lương nên bỏ đi, quân Hán tấn công Xương Lự, Hiến đại bại bỏ chạy, cùng Bàng Manh trốn vào Tăng Sơn. Vài ngày sau, người Đàm Thành đánh đuổi quân Hán đón ông trở về. Nhưng đến tháng 8 ÂL, tướng Hán là Ngô Hán lại đến tấn công, Hiến và Manh chạy đi Cù Thành.    
Tháng 2 ÂL năm thứ 6 (30), Hiến, Manh vì cạn lương thực, rời khỏi huyện Cù đánh chiếm Cống Du. Lang Da thái thú Trần Tuấn đưa quân đón đánh, bọn Hiến trốn vào trong chằm. Trong khi ấy, Ngô Hán đánh hạ huyện Cù, bắt cả nhà của Hiến. Ông nghe tin thì khóc to, nói với bộ hạ: "Vợ con ta đều bị bắt cả rồi, buồn thay, còn các người cũng chịu khổ lâu rồi!" Sau đó, Hiến đưa vài mươi kỵ binh trong đêm rời đi, theo đường nhỏ tìm gặp Quang Vũ đế để xin hàng. Trên đường, ông bị bộ tướng của Ngô Hán là Hàn Trạm đuổi kịp, chém chết, gởi đầu đến Lạc Dương.    